# Franc Grivec
Franc Grivec, (tudi Fran Grivec), slovenski rimskokatoliški duhovnik, teolog, filolog, prevajalec ter ekumenski delavec; * 19. oktober 1878, Veliki Lipovec, † 26. junij 1963, Ljubljana.

## Življenjepis
Franc Grivec je bil rojen 19. oktobra 1878 v Velikem Lipovcu pri Ajdovcu. Po študiju v Ljubljani in Innsbrucku je predaval nauk o Cerkvi in vzhodno bogoslovje na teološki fakulteti - najprej v Zagrebu, nato - od 1920 - v Ljubljani. Raziskoval je rusko, poljsko in češko književnost. Največ pozornosti pa je namenil delu solunskih bratov Cirila in Metoda ter Brižinskim in starocerkvenoslovanskim spomenikom. Grivčevo najbolj znano delo je Žitje Konstantina in Metodija. V zvezi z njima je v knjigi o knezu Koclju osvetlil najstarejšo dobo zgodovine slovenskega naroda. Posvečal se je tudi dogmatični teologiji, zlasti vprašanju Cerkve. Njegova knjiga Cerkev je prvo ekleziološko delo v slovenščini. Priznan je bil kot mednarodni ekumenski delavec.
Od leta 1948 je bil tudi častni doktor Karlove univerze v Pragi.

## Dela
- Vzhodno cerkveno vprašanje (Maribor 1909, samozaložba)
- Žitja Konstantina in Metodija (Univerza v Ljubljani, Filozofska fakulteta. Ljubljana 1951).
- Cerkev. Bogoslovna akademija, Ljubljana 1924.
- Ecclesia – corpus Christi (Cerkev – telo Kristusovo). Ljubljana 1942.